# Леонард, Марион
Марион Леонард (англ. Marion Leonard; 9 июня 1881—9 января 1956) — американская актриса театра, ставшая одной из первых знаменитостей кинематографа в эпоху немого кино.

## Ранняя карьера
Родилась в Цинциннати, в штате Огайо. Начала свою карьеру в театре в возрасте 27 лет и тогда же подписала контракт с кинокомпанией «Мутоскоп и Байограф». Дебютировала на экране в короткометражном фильме «На перекрёстках жизни» (1908), снятый Уоллесом Маккатченом-младшим (1884—1928) по сценарию Дэвида Уорка Гриффита, который также появился в качестве актёра на этом фильме.
В течение года снималась в фильмах, срежиссированных Гриффитом. Несмотря на то, что в то время титры фильмов не указывали актёров, она и Флоренс Ауэр, стали первыми актрисами-звёздами («Biograph Girl»). Снялась вместе с другой многообещающей на тот момент актрисой Мэри Пикфорд в тридцати двух фильмах производства Байограф.

## Личная жизнь и переход на Universal Pictures
В период работы на Байограф, Леонард познакомилась с режиссёром и сценаристом Стеннером Е.В. Тейлором. Вскоре отношения между ними стали развиваться личностные отношения, и они поженились. В конечном счёте Леонард оставила Байограф и снималась в дальнейшем в фильмах Universal Pictures и других кинокомпаний.
В 1915 году после появления в более чем ста пятидесяти фильмах, Марион Леонард ушла из киноиндустрии, но всё же потом вернулась спустя одиннадцать лет в возрасте 45 лет, снявшись в комедии Мака Сеннета 1926 года.
Скончалась в 1956 году в больнице Motion Picture & Television Country House and Hospital, в Вудленд-Хиллзе, в Калифорнии.

## Избранная фильмография
- Богиня Гибсон[англ.] (1909)
- Прусский шпион (1909)
- Месть дурака[англ.] (1909)
- Коллёсное сердце[англ.] (1909)
- И малое дитя будет водить их[англ.] (1909)
- Ошибочное ограбление[англ.] (1909)
- Две памяти[англ.] (1909)
- Уход за гадюкой[англ.] (1909)